# Jōji Shibue
Jōji Shibue (渋江 譲二?) es un actor y modelo japonés nacido el 15 de marzo de 1983 en Nagano, que dio vida a Mamoru Chiba en la serie Pretty Guardian Sailor Moon, serie de acción real del famoso manga de Naoko Takeuchi Sailor Moon.

## Trayectoria
*2003 - Pretty Guardian Sailor Moon (Mamoru Chiba)
- 2004 - Pretty Guardian Sailor Moon Special Act (Chiba Mamoru)
- 2004 - Kirari Super Live (Musical) (Chiba Mamoru)
- 2005 - Kamen Rider Hibiki (Iori Izumi)
- 2005 - Pretty Guardian Sailor Moon Act Zero (Chiba Mamoru)
- 2006 - Yaoh ( 1 episodio)
- 2006 - Nogaremono Orin
- 2007 - Sunadokei (Tsukishima Fuji)
- 2007 - Ai no Uta!
- 2007 - Sexy Voice and Robo
- 2007 - Hotaru no Hikari as Tadokoro Junpei
- 2008 - Binbo Danshi
- 2009 - Oretachi wa tenshi da No angel No luck (Cap)
- 2010 - Miss Kurosawa (shibue jyoji)
- 2010 - Melody of you.(Ir Kiriya)